# Legion Freies Arabien

Uniformabzeichen

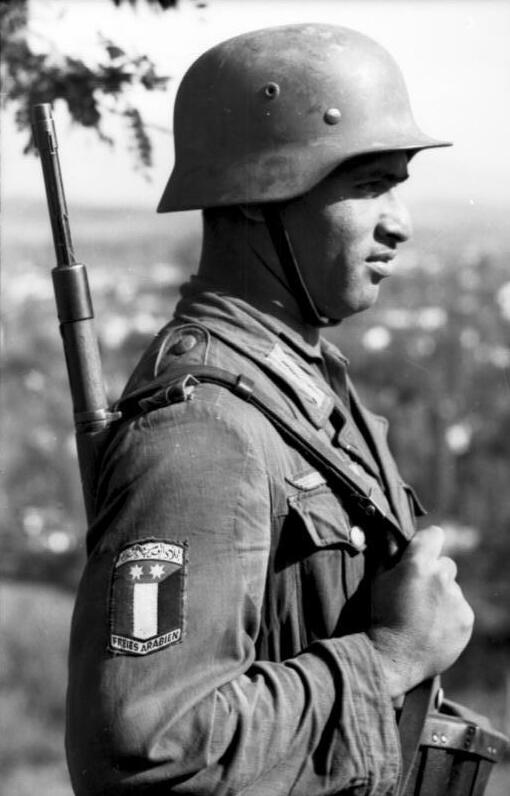
Soldat der Legion Freies Arabien

Die Legion Freies Arabien (arabisch جيش بلاد العرب الحرة) war eine Legion von Freiwilligen aus dem Nahen Osten, islamischen Teilen Nordafrikas und Südosteuropa, die für Deutschland im Zweiten Weltkrieg kämpfte. Der Begriff war nicht die Bezeichnung einer bestimmten Einheit, sondern beschrieb die arabischen Einheiten der Wehrmacht.

## Geschichte
Im Jahr 1941 konnten arabisch-nationalistische Offiziere des „Goldenen Quadrats“ und Politiker um Raschid Ali al-Gailani mit einem Militärputsch die Regierung des Königreichs Irak stürzen und eine neue Regierung einsetzen.
In ihrem Kampf gegen britischen Truppen im Irak ersuchten die Putschisten die Hilfe von Deutschland und Italien. Der Kontakt zu den Achsenmächten wurde durch Großmufti Hadsch Mohammed Amin al-Husseini hergestellt. Hitler stimmte zu, Luftwaffen-Einheiten mit dem Missionsnamen Sonderstab F und unter dem Kommando von Hellmuth Felmy in den Irak zu entsenden. Diese konnten die Niederlage der irakischen Truppen gegen die Briten jedoch nicht verhindern. Danach flohen mehrere irakische Putschisten in den Iran. Andere strandeten im von den Achsenmächten besetzten Griechenland.
Felmy erhielt im Sommer 1941 die Anweisung für seinen Sonderstab F „die zentrale Außenstelle für alle Fragen der arabischen Welt, die die Wehrmacht betreffen“ zu werden. Ursprünglich hatten die Achsenmächte beschlossen, dass die Freie Arabische Legion eine italienische Einheit sein sollte und dort aufgestellt. Deutschland lieferte hierfür Hunderte arabische Kriegsgefangene aus, nachdem diese aus dem alliierten Militärdienst gefangen genommen worden waren. Ende Mai 1942 forderten arabische Kollaborateure jedoch, dass die Legion auch in den deutschen Dienst gestellt werden sollte. 
Der Sonderverband 287 sowie Sonderverband 288, vornehmlich aus Irakern und Syrern gebildet, sollte zum Kampf im Nahen Osten sowie später in Indien dienen. Mohammed Amin al-Husseini unterstützte die Legion Freies Arabien durch Anwerbung muslimischer Freiwilliger. Ein Teil der Freiwilligen war dem Fallschirm-Pionier-Bataillon unter Major Rudolf Witzig unterstellt, im Fallschirmsprung ausgebildet und später im Deutsch-Arabischen Bataillon 845 auf dem Balkan eingesetzt.

Vor allem auf dem Balkan wurden ab 1943 muslimische Männer eingezogen. Einige desertierten später. Bis zum 19. April 1943 meldeten sich mehr als 20.000 mehrheitlich muslimische Freiwillige zum Dienst für das Deutsche Reich.

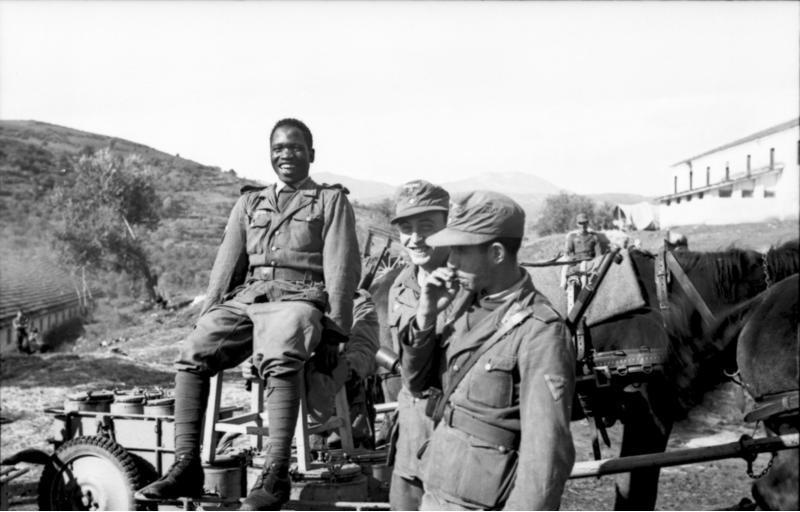
Afrikanischer Soldat und zwei andere Infanteristen der Legion Freies Arabien als Teil der deutschen Besatzungsmacht in Griechenland, 1943.